# Aroostook
Aroostook é uma vila canadense no Condado de Victoria, em Nova Brunswick, Canadá.